# Charles Frédéric le Sage de Fontenay
Pour les articles homonymes, voir Fontenay.
Charles-Frédéric le Sage de Fontenay, en danois Carl Frrederik le Sage de Fontenay,  né et mort à Copenhague (26 décembre 1723-18 janvier 1799), est un amiral danois du XVIIIe siècle. Il appartient à une famille de marins danois d'origine française huguenote.

## Famille
Il vient d'une vieille famille de Picardie tôt convertie au protestantisme et fortement implantée dans la région de Couches et d'Autun. Son grand-père Antoine le Sage fuit la France pour le Danemark peu avant la révocation de l'Édit de Nantes.Sa grand-mère, née Drelincourt est aussi une réfugiée huguenote. Son père est l'amiral Gaspard Frédéric le Sage de Fontenay (1693-1769) et sa mère est Marie-Madeleine de Formont de la Forêt (1701-1739). Il a pour frère le contre-amiral Antoine-Nicolas le Sage de Fontenay. Il épouse le 28 février 1750 sa cousine Ulrique-Marguerite le Sage de Fontenay, fille du chef d'escadre Benjamin le Sage de Fontenay, elle lui donna quinze enfants dont dix survécurent.

## Carrière
- En 1739, il s'engage dans la marine royale danoise.
- En 1740, il est second-lieutenant.
- En 1741, il est premier-lieutenant.
- En 1746, il est lieutenant de vaisseau.
- En 1753, il est capitaine de corvette.
- En 1766, il est capitaine de vaisseau.
- En 1770, il est contre-amiral.
- En 1776, il est vice-amiral.
- En 1790, il est amiral.

## Armoiries
- Famille le Sage de Fontenay, retranscription en 1899 d'après l'héraldiste danois Anders Thiset: d'azur à la fasce de pourpre chargée d'une étoile de gueules, accompagnée en chef de deux roses d'argent et en pointe d'un croissant de même.

## Décoration
Gand croix de l'ordre du Dannebrog (1776).

## Sources
- (da) Cet article est partiellement ou en totalité issu de l’article de Wikipédia en danois intitulé « Carl Frederik le Sage de Fontenay » (voir la liste des auteurs).
- Vicomte Charles de Fontenay: Notes sur trois amiraux danois originaires de Couches-les-Mines.Mémoires de la Société Éduenne, tome XVI.Dejussieu, Autun 1888, pages 228 à 232.